# Withcall
Withcall è un villaggio e parrocchia civile dell'Inghilterra, appartenente alla contea del Lincolnshire.